# Elberfelder Marmor
Der Elberfelder Marmor ist ein marmorähnlicher Kalkstein, der zur Zeit seines Fundes als echter hochwertiger Marmor vermarktet wurde.

## Geschichte
Am 4. November 1920 ging die Sensationsmeldung durch die Presse, dass in Elberfeld, damals eine selbständige Stadt und heute ein Stadtteil von Wuppertal, Marmor gefunden worden sei. Der Fund wurde in der Grube Dorp an der Straße In der Beek (in der Nähe des Hofes Beek) in einer Sohle in 150 Meter Tiefe gemacht. Zeitgenössische Fachleute setzten die Qualität des Gesteins mit der des berühmten Marmors aus Carrara gleich. Die regionale Tagespresse in Elberfeld, Düsseldorf und Köln, die Freie Presse, General-Anzeiger, Düsseldorfer Tageblatt und Düsseldorfer General-Anzeiger, berichteten euphorisch in diesem Zusammenhang von einer Kommanditgesellschaft Engels & Co., die eigens von Paul Engels und Gustav Rubbel gegründet wurde. Lediglich die Freie Presse äußerte ihre Skepsis.
Die Skepsis war begründet und die Euphorie verflog schnell: Das Gestein war kein echter Marmor, sondern nur marmorähnlicher Kalkstein. Die Firma Engels & Co. produzierte dennoch in kleiner Stückzahl Schanktischplatten, Fensterbänke und Schalttafeln aus diesem Material, ebenso wurden kleine Kunstgegenstände erstellt. Eine Schreibtischgarnitur aus grauem Marmor soll sich im Wülfrather Niederbergischen Heimatmuseum befinden. Eine Obstschale aus weißem und eine weitere Schreibtischgarnitur aus rotem Marmor befinden sich in Privatbesitz.
Im Besitz des Wuppertaler Von der Heydt-Museums befindet sich eine rund 60 Zentimeter hohe Skulptur einer Katze aus diesem Material. Geschaffen hat sie der Künstler Carl Moritz Schreiner. Die Katze wurde seinerzeit von der Stadt für 20.000 Reichsmark gekauft.
Der Steinbruch Dorp wurde in den 1940er-Jahren stillgelegt.